# Tachanta
Tachanta est un village de Russie, en la république de l'Altaï.

## Démographie
Recensements (*) ou estimations de la population,:
| 2010* | 2012 | 2013 | 2014 | 2015 | 2016 |
| ----- | ---- | ---- | ---- | ---- | ---- |
| 550   | 557  | 571  | 592  | 583  | 547  |

| 2017 | 2018 | 2019 | 2020 | 2021* | 2023 |
| ---- | ---- | ---- | ---- | ----- | ---- |
| 566  | 554  | 566  | 556  | 474   | 510  |

## Divers
Le village a été traversé le 18 mai 2004 par Ewan McGregor et Charley Boorman lors de leur tour du monde en moto effectué en 2004.

## Sources